# NGC 6603
NGC 6603 je otvoreni skup u zviježđu Strijelca. Otkrio ga je John Herschel , negdje u periodu 1825. – 1833..
Skup se nalazi u najsvjetlijem dijelu zvjezdanog oblaka Messier 24, a po Shapleyevoj klasifikacija spada u tip “g”. 
Skup je udaljen oko 9400 svj. godina.

## Vanjske poveznice
- (engl.) SEDS: NGC 6603
- (engl.) Hartmut Frommert: Revidirani Novi opći katalog
- (engl.) Izvangalaktička baza podataka NASA-e i IPAC-a
- (engl.) Astronomska baza podataka SIMBAD
- (engl.) VizieR
- (engl.) Auke Slotegraaf: NGC 6603 Deep Sky Observer's Companion
- (engl.) NGC 6603  Arhivirana inačica izvorne stranice od 4. studenoga 2013. (Wayback Machine) DSO-tražilica
- (engl.) Courtney Seligman: Objekti Novog općeg kataloga: NGC 6600 - 6649